# Ginger Fish

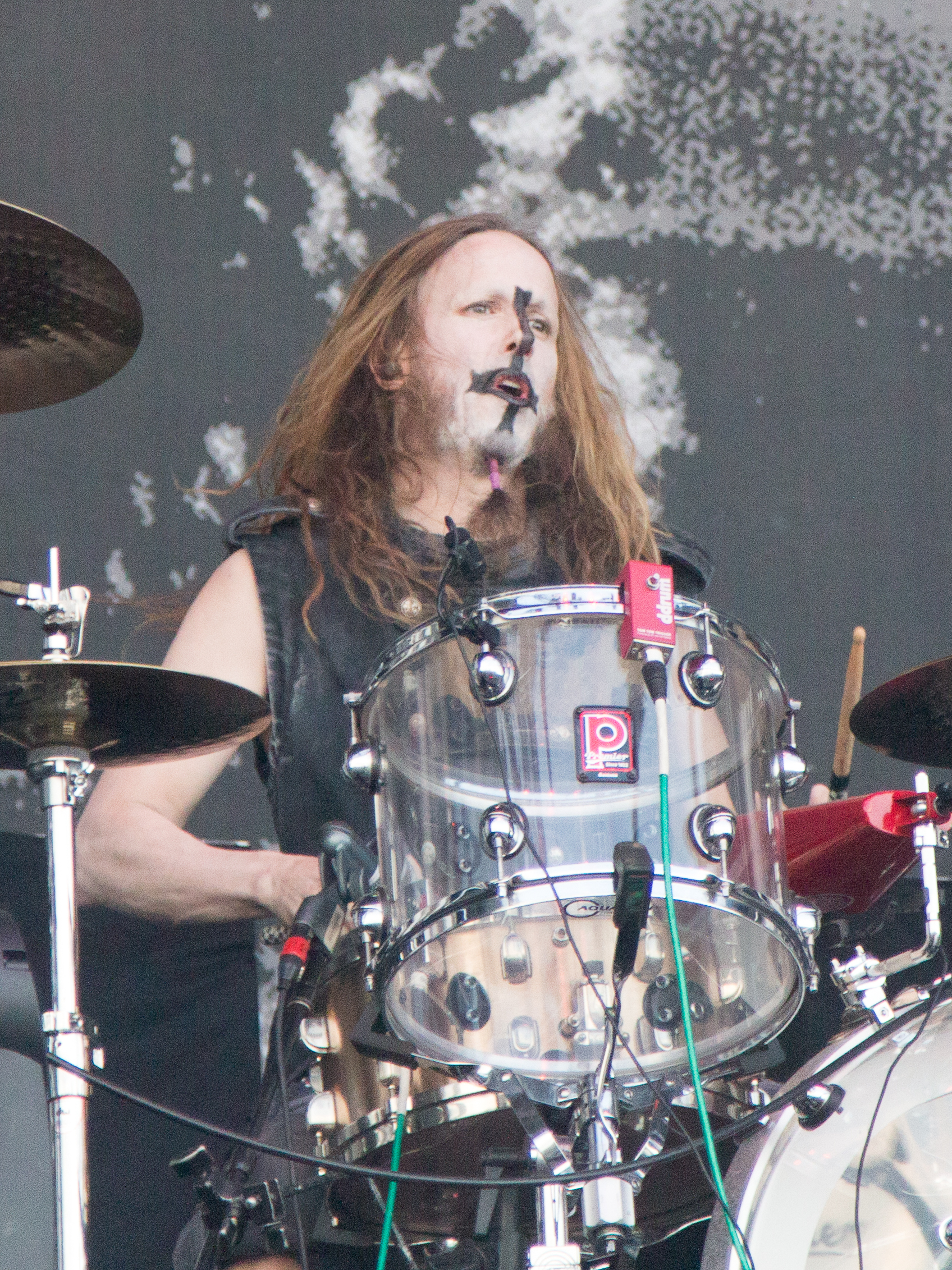
Ginger Fish (2014)

Kenneth Robert Wilson (Framingham, 28 september 1966) - alias Ginger Fish - is een Amerikaanse drummer. Hij volgde in 2011 Joey Jordisson op bij Rob Zombie. Daarvoor maakte hij van 2005 tot en met 2011 deel uit van Marilyn Manson. Daarnaast richtte hij zijn eigen band op, Martyr Plot.
Albums met Marilyn Manson
- Smells Like Children (1995)
- Antichrist Superstar (1996)
- Remix & Repent (1997)
- Mechanical Animals (1998)
- The Last Tour on Earth (1999)
- Holy Wood (In the Shadow of the Valley of Death) (2000)
- The Golden Age of Grotesque (2003)
- Lest We Forget: The Best of Marilyn Manson (2004)
- Eat Me, Drink Me (2007)
- The High End of Low (2009)

Albums met Rob Zombie
- Venomous Rat Regeneration Vendor (2013)

- International Standard Name Identifier: 0000 0003 8593 615X
- MusicBrainz: 8bb2d3b9-efce-49cc-b26f-3f1cb29d2eb0
- Nationale Bibliotheek van Tsjechië: xx0077114
- Virtual International Authority File: 85806130